# 残酷よ希望となれ
「残酷よ希望となれ」（ざんこくよきぼうとなれ）は、結城アイラの2作目のシングル。2007年8月8日にLantisから発売された。

## 概要
前作「colorless wind」から3ヵ月半ぶりのリリース。表題曲「残酷よ希望となれ」は、テレビアニメ『アイドルマスター XENOGLOSSIA』の後期オープニングテーマになっている。
ジャケットには、本作のメインヒロインである天海春香、萩原雪歩、水瀬伊織がプリントされている。

## 収録曲
（全作詞：畑亜貴、作曲・編曲：虹音）
1. 残酷よ希望となれ [4:06]
2. 記憶の鎖 [4:45]
3. 残酷よ希望となれ (off Vocal)
4. 記憶の鎖 (off Vocal)